# 台湾拟扁蛛
台湾拟扁蛛（学名：Siamspinops formosensis，又名臺灣夾衣蜘蛛）为拟扁蛛科暹羅棘擬扁蛛屬的动物。分布于台湾等地。该物种的模式产地在台湾。其种加词“formosanus”意为“台湾的”。

## 物種描述
本種雌蛛在雌孔板（epigyne）的形態上與 Siamspinops aculeatus 的雌蛛類似，但本種的交配管捲曲數較少。雄蛛較其他同屬物種的觸肢脛節較短，中突（median apophysis）較鈍，引導器（conductor）較細長，脛節棘較直且較鈍。

## 分類歷史
本種最早由萱嶋泉於1943年根據從北台灣採集到的3隻雌蛛進行描述，當時將其歸於擬扁蛛屬之下，學名訂為「Selenops formosensis」，但萱嶋隨即在同年出版的圖輯中將種小名誤植為「formosanus」、「formosansis」，導致本種出現三種不同的拼寫。
後來在2011年，Crews 和 Harvey 以本種為模式建立了「巴告蛛屬」（Pakawops）此一單模屬。由於模式標本缺失，本屬的建立完全依賴萱嶋泉的原始描述，但原始描述並沒有包含本種的雌孔板。且Crews 和 Harvey採用了萱嶋的錯誤拼寫，將本種的學名定為「Pakawops formosanus」。
2019年，尤光平等人重新審視本種的分類地位後，將本種歸於暹羅棘擬扁蛛屬（Siamspinops），並採用原始拼寫，將該物種學名訂為「Siamspinops formosensis」。該論文同時首度描述了雄蟲，重新描述了本種的形態，並將巴告蛛屬處理為本種的同物異名。

## 分布
本種目前僅知分布於臺灣，主要棲息於中低海拔林地。